# Duško Savanović
Duško Savanović (in serbo Душко Савановић?; Belgrado, 5 settembre 1983) è un ex cestista serbo, di ruolo ala grande.

## Carriera
Ala grande, inizia a giocare dal 2003 come professionista nella FMP Železnik, squadra nella quale è cresciuto e con la quale vince la Lega Adriatica. Dal 2006 al 2008 è un giocatore della Basketbol'nyj klub UNICS, militante nel campionato russo. Nel 2008 aggiunge al Siviglia, squadra nella quale realizza una media di 14,7 punti col 41% da tre punti, con una media di 4,8 rimbalzi in 36 partite. Segue poi la militanza nel Valencia dove disputa l'Euroleague finendo la stagione nel secondo miglior quintetto della competizione. Dalla Spagna approda in Turchia nell'Anadolu Efes dove in campionato gioca con 12,6 di media e 5,4 rimbalzi a partita, militando per tre stagioni, prima di finire al Bayern Monaco per due anni.
Il 3 giugno 2016 viene ingaggiato dalla Dinamo Sassari.

Il 29 maggio 2017, dopo l'eliminazione della squadra dai play-off scudetto di Serie A, annuncia tramite il suo agente il proprio ritiro.

## Statistiche

### Eurolega
| Anno      | Squadra       | PG  | PT | MP   | TC%  | 3P%  | TL%  | RP  | AP  | PRP | SP  | PP   |
| --------- | ------------- | --- | -- | ---- | ---- | ---- | ---- | --- | --- | --- | --- | ---- |
| 2010-2011 | Valencia      | 21  | 13 | 25,4 | 45,1 | 36,5 | 85,1 | 4,6 | 1,0 | 0,8 | 0,4 | 11,9 |
| 2011-2012 | Anadolu Efes  | 16  | 8  | 27,1 | 37,1 | 34,5 | 82,4 | 5,6 | 1,1 | 0,8 | 0,4 | 10,0 |
| 2012-2013 | Anadolu Efes  | 29  | 25 | 22,7 | 41,6 | 32,0 | 81,4 | 3,7 | 1,0 | 1,0 | 0,1 | 9,4  |
| 2013-2014 | Anadolu Efes  | 23  | 19 | 26,1 | 41,1 | 34,4 | 69,4 | 3,7 | 2,2 | 0,7 | 0,3 | 10,5 |
| 2014-2015 | Bayern Monaco | 10  | 6  | 25,2 | 45,1 | 46,2 | 75,0 | 4,4 | 1,2 | 0,7 | 0,2 | 13,1 |
| 2015-2016 | Bayern Monaco | 9   | 9  | 24,4 | 41,1 | 30,0 | 84,6 | 5,8 | 1,7 | 1,0 | 0,2 | 11,2 |
| Carriera  | Carriera      | 108 | 80 | 25,0 | 41,9 | 35,1 | 79,0 | 4,4 | 1,4 | 0,8 | 0,3 | 10,7 |

## Palmarès

### Squadra
- Lega Adriatica: 1

FMP Železnik: 2005-06

### Individuale
- All-Euroleague Second Team: 1

Valencia: 2010-11